# ブキッ・ブラピッ鉄道トンネル
ブキッ・ブラピッ鉄道トンネル（ブキッブラピッてつどうトンネル、英: Bukit Berapit Rail Tunnel）は、マレーシアペラ州ブキッ・ブラピッにある、マレーシアで最長の鉄道トンネルである。
当トンネルは、ペラ州Bukit Gantangの近く、ブキッ・ブラピッに位置している。
当トンネルは、イポー - パダン・ブサール間の電化複線プロジェクトの一環として建造されている。

## 歴史
当トンネルは、多くのトンネルとともに古く曲がりくねった線路を置き換えるために建設された。
当トンネルの完成によって、ブキッ・ブラピッ小駅 (Bukit Berapit Halt) が廃止されることとなった。
2008年より当トンネルの建設が開始され、2013年に完成した。
そして現在、当トンネルは委託されて供用中である。
ブキッ・ブラピッには、大昔よりタイピン市で人気の滝がある。
2本の対となった当トンネルは、東南アジアで最長となる延長3,300メートルのトンネルである。